# هاینکل هائی ۷۴
هاینکل ۷۴ (به انگلیسی: Heinkel He 74) یک هواگرد ساختِ کارخانهٔ هاینکل در کشور آلمان است . این هواگرد برای نخستین بار در ۱۹۳۳ میلادی مورد استفاده قرار گرفت.